# Dibrivka (Bakhtxissarai)
|  | Per a altres significats, vegeu «Dibrivka». |

Dibrivka (en ucraïnès: Дібрівка, rus: Дубровка, Dubrovka) és un poble de la República Autònoma de Crimea a Ucraïna, que el 2014 tenia 494 habitants. Pertany al districte de Bakhtxissarai. Fins al 1962 la vila es deia Zalésie.

## Població
Segons les dades del 2001 la composició de la població de la vila de Dubrovka d'acord amb la llengua que empren és la següent:
| Llengua  | %     |
| -------- | ----- |
| Rus      | 69,66 |
| Ucraïnès | 18,11 |
| Tàtar    | 11,91 |
| Altres   | 0,32  |